# Påssjuka

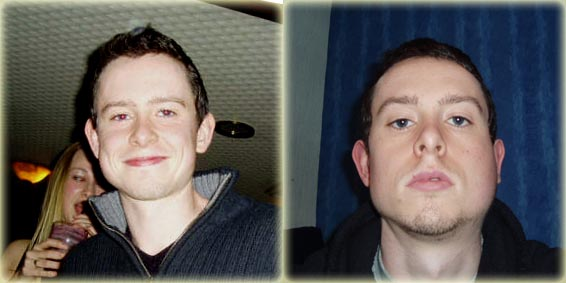
En man utan (till vänster) och med påssjuka.

Påssjuka eller parotit, är en smittsam virusinfektion. Sjukdomen är ovanlig i Sverige i dag eftersom de flesta människor är vaccinerade. Påssjuka är vanligare hos barn, och hör till de infektionssjukdomar som brukar kallas barnsjukdomar. Sjukdomen brukar börja med feber och allmän sjukdomskänsla i ett par dagar, och först därefter svullnade spottkörtlar och feber. Sjukdomen har fått sitt namn av att svullnaden syns som ”påsar” på utsidan av halsen. Svullnaden brukar gå över efter 1-3 dagar.
Sjukdomen brukar gå över av sig själv men den kan leda till följdsjukdomar. Exempel på följdsjukdomar är hjärnhinne- och hjärninflammation, testikelinflammation och bukspottkörtelinflammation.

## Patogen
Parotitvirus är orsaken till påssjuka och det är ett mycket smittsamt virus. Det är därför viktigt att söka vård. Sjukdomen är anmälningspliktig och för att inte riskera sprida den vidare måste en person direkt bege sig till läkaren för undersökning. Det är ovanligt att epidemier uppstår snabbt eftersom sjukdomen inte är lika smittsam som mässling. Viruset är ett höljeförsett RNA-virus med helikal nukleokapsid. Parotitviruset kan förekomma i fler olika genotyper. Det är de exokrina körtelcellerna i spottkörtlarna som infekteras av parotitviruset. Celler i pancreas och testiklar kan också bli infekterade. Det är vanligast att endast människor får denna sjukdom men hundar hos barnfamiljer kan även drabbas. Parotitviruset överförs till andra som droppsmitta, exempelvis genom kräkningar, hostningar, diarréer och nysningar.

## Symptom

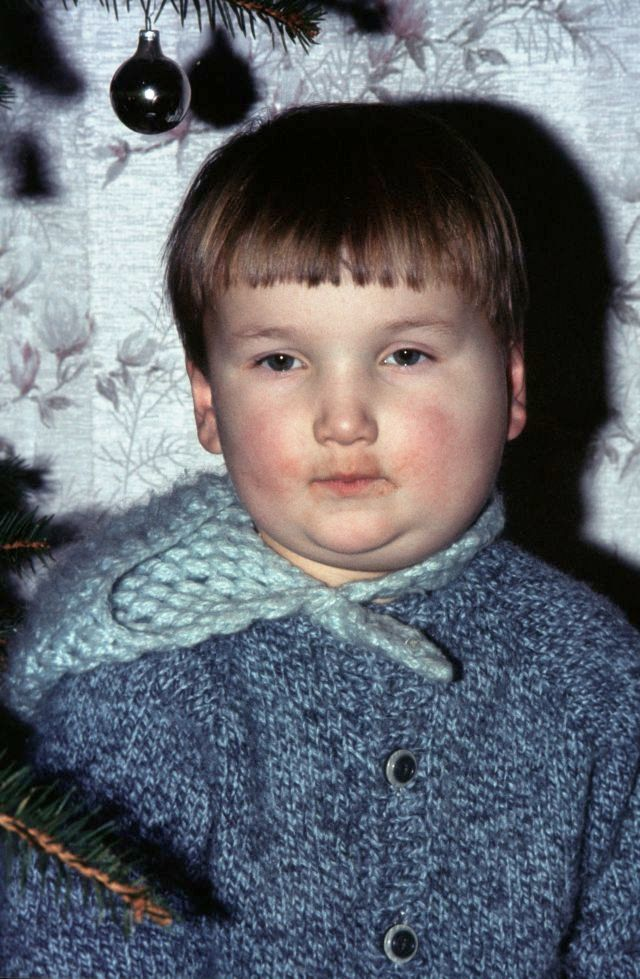
En femårig pojke med påssjuka

Det är endast hälften av alla som blir smittade av sjukdomen som får symptom. En person kan alltså bära på sjukdomen utan att veta om det. För personer som får symptom börjar de 14 till 21 dagar efter man smittats men tiden kan variera mycket. Symptom de får är de vanliga som exempel huvudvärk, feber, illamående och muskelvärk. Det gör oftast ont när man tuggar (dysfagi). Spottkörtlarna under öronen börjar svullna upp ungefär ett dygn efter det första symptomet. Svullnaden brukar börja på endast den ena sidan men sprider sig till den andra sen. Spottkörtlarna börjar även ömma och febern brukar stiga upp till 39–40 grader Celsius. Därefter sjunker febern, 1–2 dygn efter. Svullnaden ser ut som påsar på utsidan av halsen och därav namnet. Spottkörtlarna under tungan kan ibland också svullna och det leder till att personen har svårt för att gapa.
Vaccinerade personer kan också få feber och svullnade spottkörtlar men de har inte påssjuka. Det finns andra virus som kan ge samma typ av besvär som virus för påssjuka. Dessa symptom är däremot oftast lindrigare och leder inte till följdsjukdomar som påssjuka kan.

## Vård

### Anmälningsplikt
Sjukdomen är i Sverige anmälningspliktig sedan 1996. Direkt vid misstanke av att en vuxen eller ett barn har fått påssjuka ska vårdcentralen kontaktas. Därefter måste de undersöka personen och ställa en diagnos. Påssjuka ska alltid undersökas och anmälas till läkare. Anledningen till det är att inte riskera att sjukdomen sprids vidare. Läkaren som behandlar en person med påssjuka måste rapportera det till Folkhälsomyndigheten och till smittskyddsläkaren i det länet. Syftet med anmälningsplikten för påssjuka är att kunna kontrollera så vaccinet ger befolkningen rätt skydd och att skyddet inte minskar. Läkaren måste därför alltid veta om den sjuke har blivit vaccinerad mot påssjuka. Personer i närheten av den sjuka kan erbjudas vaccination. De behöver ingen vaccination om de har haft sjukdomen innan, eftersom de då är immuna mot sjukdomen.

### Diagnos
En läkare eller en sjuksköterska kan oftast avgöra vid en typisk sjukdomsbild om personen har påssjuka eller inte. Genom att få veta alla symtom som personen lider av kan de göra sig en sjukdomsbild. Fast en sjukdom kan avgöras genom en typisk sjukdomsbild vill de ändå komplettera med ett blodprov. Det gör de för att säkerställa diagnosen. Flera blodprov tas med ett par veckors mellanrum. Om personen har påssjuka kan läkarna hitta viruset eller stigande nivåer av antikroppar mot viruset i blodproven som tagits.
Parotitviruset kan däremot även påvisas genom att utföra PCR på saliv som är taget på en pinne vid parotiskörtelns utförsgång, likvor eller urin. Det rekommenderas att analysera både saliv och urin eftersom det är osäkert hur länge viruset kan påvisas.

### Behandling
Påssjuka orsakas av en virusinfektion och kan inte behandlas med antibiotika. Det finns ingen medicin eller en särskild behandling som botar sjukdomen utan den smittade brukar bli rekommenderad att vila till man frisknat till igen. Om personen inte drabbas av följdsjukdomar läker infektionen ut av sig själv. Det gör den på ungefär en vecka. Smärtstillande medel som paracetamol kan lindra symtomen, liksom tillförsel av rikligt med vätska. När svullnaden i öronspottkörtlarna har börjat gå ner och personen känner sig frisk så anses den tillräckligt frisk för att återgå till arbete eller skola.

## Följdsjukdomar
Viruset som orsakar påssjuka kan ibland angripa andra körtlar i kroppen och hjärnhinnorna. Sjukdomsförloppet blir då svårare. Följdsjukdomar är testikelinflammation, bukspottkörtelinflammation och hjärnhinne- och hjärninflammation.

### Testikelinflammation
Män kan som följd av påssjuka drabbas av testikelinflammation (lat. "orkit"), som vanligen manifesterar sig i testis 1 vecka efter den ursprungliga infektionen i spottkörteln började.  Sjukdomen i sig är ovanlig, framför allt på grund av effektiv vaccinering mot påsjuka som orsakar den vanligaste typen av testikelinflammation, men ca 20% av de prepubertala pojkar som drabbas av påssjuka utvecklar testikelinflammation Symtom är smärta, ömhet, svullnad och känsla av värme vid testikeln. Feber upp till 40 grader kan förekomma. Även här är den bästa behandlingen att vila, smärtsymptom kan behandlas med NSAID-preparat, även högläge och löst sittande kläder kring området kan hjälpa. Vanligen drabbas bara den ena testikeln, men skulle bägge testiklarna bli inflammerade är det hög risk för att fertiliteten påverkas och det kan till och med leda till sterilitet, dock är detta en sällsynt komplikation. Inflammationen påverkar inte hormonproduktionen.

### Bukspottkörtelinflammation
Bukspottkörteln kan bli inflammerad av påssjukans virus. Det gör då ont högt upp i magen och under vänstra revbensbågen, och ibland strålar smärta ut i ryggen. Den sjuke kan även bli blek, kallsvettig och illamående. Vid undersökning tas blodprov och läkaren känner på magen. Ultraljud, magnetkamera och datortomografi används också för att undersöka magen. Starka smärtstillande sprutor och dropp ges vid behandling. Personen med sjukdomen får inte dricka eller äta förrän de akuta besvären har försvunnit.

### Hjärnhinne- och hjärninflammation
Hjärnhinne- och hjärninflammation kan orsakas av att en smitta från en annan infektion i kroppen når hjärnhinnorna via blodet. Sjukdomen kan ge illamående, allmän sjukdomskänsla, feber, kräkningar och huvudvärk. Den drabbade kan även vara känslig för ljus och känna sig stel i nacken. Vid undersökning görs en vanlig kroppsundersökning. Läkaren tar även prover för att få reda på orsaken bakom symptomen.  Om prov på ryggmärgsvätska görs kan det visa om det är en inflammation och även om den orsakats av bakterier eller virus. En person med sjukdomen om den orsakats av vissa virustyper kan behandlas med läkemedel. När sjukdomen har läkt kan personer få besvär. Exempel på besvär är koncentrationssvårigheter, huvudvärk, försämrad hörsel eller yrsel. Rehabilitering kan behövas och exempel på formen av rehabilitering är sjukgymnastik, språkträning eller arbetsterapi.